# Ptilogyna (Ptilogyna) ramicornis
Ptilogyna (Ptilogyna) ramicornis is een tweevleugelige uit de familie langpootmuggen (Tipulidae). De soort komt voor in het Australaziatisch gebied.